# ريكاردو أريلانو
ريكاردو أريلانو (بالإسبانية: Ricardo Arellano)‏ هو حكم كرة قدم مكسيكي، ولد في 5 مايو 1976 في مدينة أغواسكاليينتس في المكسيك.